# سفارة المغرب في كندا
سفارة المغرب في كندا هي أرفع تمثيل دبلوماسي لدولة المغرب لدى كندا. تقع السفارة بأوتاوا العاصمة وهي تهدف لتعزيز المصالح المغربية في كندا.
سورية عثماني هي السفير الحالي منذ 20 أبريل 2018.

## السفارة
تقع السفارة بشارع سان لوران رقم 800 بأوتاوا، K1G 3Y7 العاصمة.

## سفراء المغرب في كندا
| الإسم             | المنصب | بداية الفترة   | تقديم أوراق الإعتماد | نهاية الفترة   | ملوك المغرب              | حاكم(ة) كندا العام(ة)               |
| ----------------- | ------ | -------------- | -------------------- | -------------- | ------------------------ | ----------------------------------- |
| نورالدين الحسناوي | سفير   |                |                      |                | الحسن الثاني             | جول ليجي/ادوارد شريير               |
| المعطي جوريو‘     | سفير   | 21 أغسطس 1982  | 21 أكتوبر 1982       | 1984           | الحسن الثاني             | ادوارد شريير                        |
| أحمد حمود         | سفير   | 27 يوليو 1984  |                      |                | الحسن الثاني             | جان سوفي                            |
| المعطي جوريو      | سفير   | 16 يناير 1987  |                      |                | الحسن الثاني             | جان سوفي                            |
| تاج الدين بادو‘   | سفير   | 1991           |                      | 1997           | الحسن الثاني             | رامون جون هناتيشين/روميو لوبلان     |
| عبد القادر لشهب   | سفير   | 23 فبراير 1998 | 27 مايو 1998         | 29 أبريل 2003  | الحسن الثاني/محمد السادس | روميو لوبلان/أدريان كلاركسون        |
| محمد الطنجي       | سفير   | 30 ابريل 2003  | 11 سبتمبر 2003       |                | محمد السادس              | أدريان كلاركسون/ميكائيل جان         |
| نزهة الشقروني     | سفير   | 21 يناير 2009  | 31 مارس 2009         | 13 أكتوبر 2016 | محمد السادس              | ميكائيل جان/ديفيد لويد جونستون      |
| محمد لطفي عواد    | سفير   | 13 أكتوبر 2016 | 12 ديسمبر 2016       | 12 فبراير 2017 | محمد السادس              | ميكائيل جان/ديفيد لويد جونستون      |
|                   |        |                |                      |                | محمد السادس              | ديفيد لويد جونستون/جولي باييت       |
| سورية عثماني      | سفير   | 20 أبريل 2018‘ | 29 يونيو 2018        |                | محمد السادس              | جولي باييت/ريتشارد فاغنر/ماري سيمون |

## المغاربة المقيمين في كندا
بححسب الإحصائيات الرسمية للمندوبية السامية للتخطيط لسنة 2005 بلغ عدد المغاربة المقيمين في كندا 100.000 شخصًا.
بلغ عدد المغاربة المقيمين في كندا 74.983 شخصًا بححسب الإحصائيات الرسمية لوزارة الشؤون الخارجية والتعاون الدولي لسنة 2018.